# Christopher Gorham
Christopher Gorham (Fresno, Kalifornija, 14. kolovoza 1974.) je američki glumac. Najpoznatiji je po ulogama u TV serijama "Ružna Betty", "Otok smrti" i "Cure u trendu".